# Robertsita
La robertsita es un mineral de la clase de los minerales fosfatos. Fue descubierta en 1974 en una mina del condado de Custer, en el estado de Dakota del Sur (EE. UU.), siendo nombrada así en honor de Willard L. Roberts, mineralogista estadounidense. Un sinónimo es su clave: IMA1973-024.

## Características químicas
Es un fosfato hidratado de calcio y manganeso. Es isoestructural con la arseniosiderita (Ca2(Fe3+)3O2(AsO4)3·3H2O), mineral con el que forma una serie de solución sólida en la que la sustitución gradual del manganeso por hierro y el fósforo por arsénico va dando los distintos minerales de la serie. Es dimorfo de la pararrobertsita.

## Formación y yacimientos
Se forma como mineral secundario en las últimas etapas de cristalización de pegmatitas tipo granito complejas. También se ha encontrado en yacimientos de fosfatos en calizas, derivados del guano de murciélago.
Suele encontrarse asociado a otros minerales como: rockbridgeíta, ferrisicklerita, leucofosfita, jahnsita, montgomeryíta, collinsita, huréaulita, fluorapatito, calcita, dolomita, cuarzo o minerales de la arcilla.